# Farès Maakaroun
Dom Farès Maakaroun MSP (em árabe: فارس معكرون, Rayak, 12 de outubro de 1940) é um bispo católico libanês, naturalizado brasileiro, que foi eparca da Eparquia de Nossa Senhora do Paraíso em São Paulo dos Greco-Melquitas.

## Biografia
Dom Farés nasceu em Rayak, Libano, em 12 de Novembro 1940, fez os estudos primários em sua cidade natal e os superiores em Harissa.
Fez o noviciado em Gap, França e formou-se em Teologia em Jerusalém.
Ordenado presbítero em 1966, foi professor no Seminário de Harissa.
Eleito pelo Santo Sínodo dos Bispos da Igreja Greco-Melquita Católica e nomeado pelo papa João Paulo II Bispo de Laodiceia, foi ordenado bispo em 17 de Dezembro 1995. 
Nomeado eparca da Eparquia de Nossa Senhora do Paraíso em São Paulo dos Greco-Melquitas em 31 de Dezembro 1999, ingressou em sua nova sé em 12 de março de 2000. Em 21 de julho de 2014, apresentou a sua renúncia apostólica, sendo sucedido pelo seu coadjutor, Joseph Gébara.